# Paid (1930)
Paid, in Nederland uitgebracht onder de titels Betaald gezet en Gewroken, is een film uit 1930 onder regie van Sam Wood. De film is gebaseerd op Bayard Veillers Within the Law, een toneelstuk dat in première ging op 11 september 1912. Joan Crawford speelt de hoofdrol van Mary Turner, die in eerste instantie gespeeld zou worden door concurrent Norma Shearer. Zij moest echter afzeggen nadat bleek dat ze zwanger was.

## Verhaal
Mary Turner moet drie jaar de gevangenis in voor een misdaad die ze niet gepleegd heeft. Nadat ze eenmaal weer vrij is, zint ze op wraak en besluit ze samen met haar celmaten de ware dader aan te pakken.

## Rolverdeling
| Acteur              | Personage           |
| ------------------- | ------------------- |
| Joan Crawford       | Mary Turner         |
| Robert Armstrong    | Joe Garson          |
| Marie Prevost       | Agnes 'Aggie' Lynch |
| Douglass Montgomery | Bob Gilder          |
| John Miljan         | Inspecteur Burke    |

## Vertoning in Nederland
De filmkeuring keurde de film op 26 februari 1932 goed voor achttien jaar en ouder, onder andere omdat een vrouw de leider van een bende was. De film heeft in negen bioscopen gedraaid, maar nooit langer dan een week.